# John O’Keefe
John O’Keefe (ur. 18 listopada 1939 w Nowym Jorku) – amerykańsko-brytyjski neurobiolog, członek Royal Society, profesor University College London, laureat Nagrody Nobla w dziedzinie fizjologii lub medycyny w 2014 roku, za odkrycie GPS mózgu.
Jest absolwentem studiów doktoranckich w zakresie psychologii fizjologicznej na McGill University w Kanadzie z 1967 roku. Następnie przeniósł się do Anglii (posiada również obywatelstwo brytyjskie) i został profesorem University College London. W 1971 roku, prowadząc eksperymenty na szczurach, odkrył w hipokampie „komórki miejsca” tworzące mapę przestrzeni (zob. orientacja przestrzenna), a w roku 1978 opublikował (wspólnie z Lynn Nadel) The Hippocampus as a Cognitive Map.
W 2014 roku za to odkrycie został wyróżniony – razem z May-Britt Moser i Edvardem I. Moserem – Nagrodą Nobla w dziedzinie fizjologii lub medycyny.